# Partito Socialista Democratico Indipendente Sammarinese
Il Partito Socialista Democratico Indipendente Sammarinese (PSDIS) è stato un partito politico di San Marino, fondato nel marzo 1957 da Alvaro Casali, consigliere e ex segretario del Partito Socialista Sammarinese, insieme a 4 colleghi consiglieri, che erano stati espulsi dal PSS per certe dichiarazioni e prese di posizione pubbliche a favore della rivolta d'Ungheria.
Questi fondarono il partito e, alleandosi subito dopo con l'opposizione, portarono a una situazione di stallo istituzionale, con 30 consiglieri della maggioranza e 30 dell'opposizione. Lo stallo sfociò il 30 settembre 1957 nei cosiddetti fatti di Rovereta, in cui una coalizione guidata dal PSIS e comprendente il Partito Democratico Cristiano Sammarinese e Partito Socialdemocratico Sammarinese insediò a Rovereta, presso il confine con l'Italia, un governo provvisorio.
Tale governo, riconosciuto dall'Italia e dagli Stati Uniti, tornò al Palazzo Pubblico dove nominò i Capitani Reggenti.
Negli anni successivi il partito giunse a superare il 10% dei voti (16,13% nel 1974 e 11,1% nel 1978), superando il PSS. In 1975 cambiava nome in Partito Socialista Unitario (PSU), risultando in una scissione, la Democrazia Socialista. Dopo un lungo periodo di coalizioni con i democristiani sammarinesi, in 1990 il partito riconfluì nel PSS.